# Arquitectura olmeca

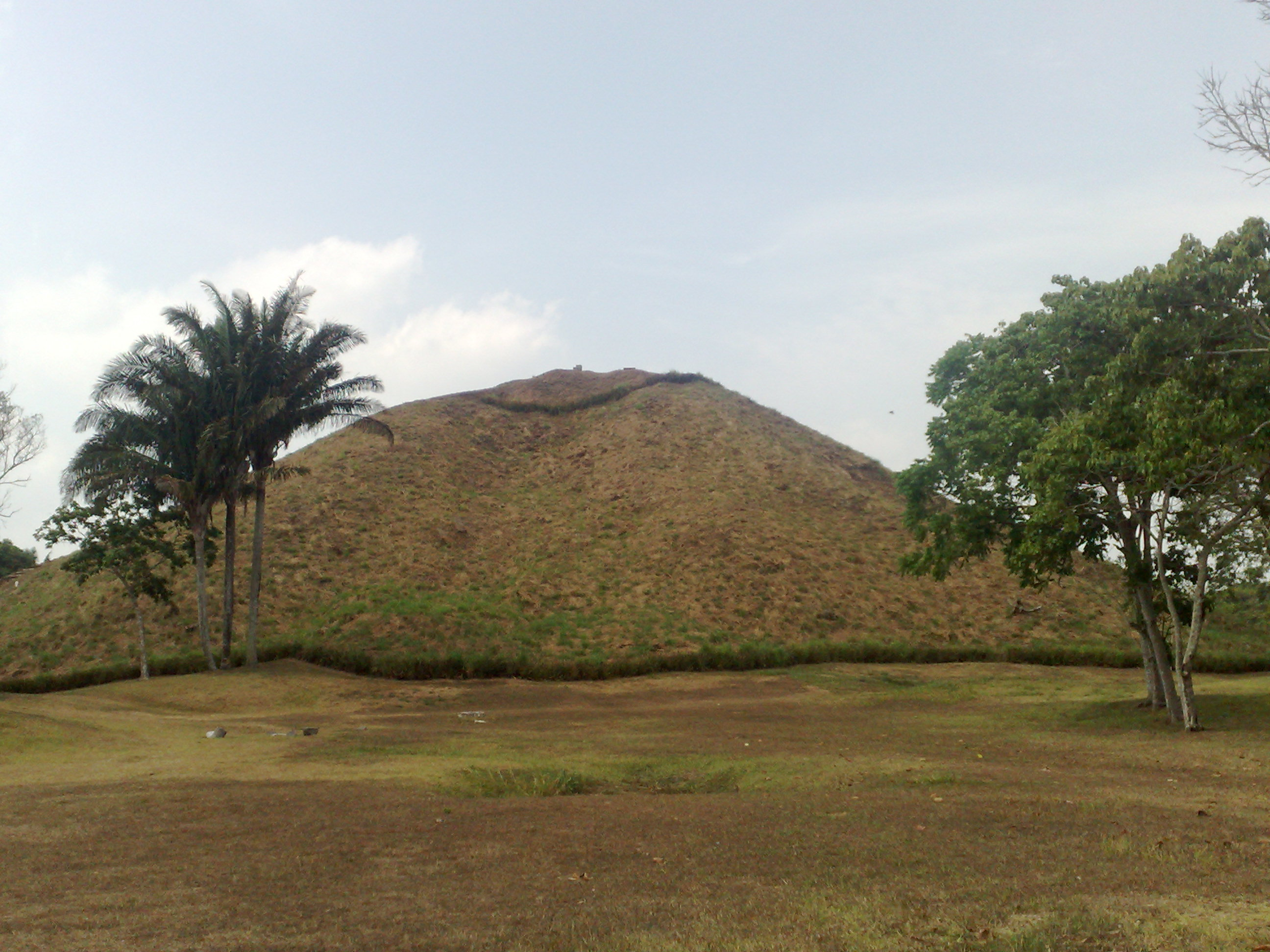
Pirámide de La Venta

La arquitectura olmeca es monumental y se integra en el medio ambiente.
 La pirámide con su base cuadrangular o redondeada, construida en arcilla, representa el centro ceremonial. La arquitectura de los mayores sitios olmecas, en La Venta o en San Lorenzo, está considerada como el ejemplo arquitectónico más completo del preclásico. Así, la pirámide cónica en el sitio de La Venta (30 metros de alto) o la de San Lorenzo (2 km de largo por 1 km de ancho), el terreno de juego de pelota, la presencia de un sistema de drenaje, combinados con el arte monumental, son los precursores de los sitios mesoamericanos posteriores.

## San Lorenzo
San Lorenzo, es uno de los primeros centros ceremoniales olmecas, el mismo se encuentra ubicado en una explanada levantada mediante una gigantesca labor de acarreo de tierra. Sus montículos artificiales se complementan con numerosas lagunas que proveían de agua durante la temporada seca y cuyo nivel podía regularse por medio de una ingeniosa red de canales de desagüe hechos de grandes bloques de basalto. Los montículos muestran entre sí una gran simetría. En torno a un eje norte-sur, existen varios grupos de plataformas regulares que integran plazas en las que se dispone lo que parece una de las primeras canchas de juego de pelota o tlachtli. Se observa una esmerada planificación que luego marcará las pautas para toda Mesoamérica: un eje central en torno al cual se disponían las plazas y los edificios. Esta es muy importante en la cultura ya hablada.

## La Venta
El sitio de La Venta (1100-400 a. C.) está situado en el centro de una isla pantanosa de unos 5 km² de extensión. El elemento principal es una gran pirámide de arcilla, de 30 m de altura por 130 m de diámetro, que fue luego rodeada por construcciones más bajas siguiendo un eje norte-sur. Aparte de los montículos semiesféricos que rodean la gran pirámide, el conjunto se cierra al norte con una pirámide escalonada, la primera en Mesoamérica, frente a la cual se levanta una amplia explanada artificial hecha en adobes. Dentro del basamento escalonado que limita el conjunto se han encontrado tres tumbas, una de ellas formada por columnas basálticas y otra que contenía el único sarcófago monolítico conocido en Mesoamérica.
La arquitectura olmeca es el primer ejemplo mesoamericano de una distribución arquitectónica planificada. Sus basamentos y plazas constituyen el primer intento de convertir las formas arquitectónicas en una visión cultural del Universo. Se desconoce el sentido exacto de la cosmovisión que los olmecas intentaron plasmar, pero no tenemos dudas sobre el carácter intencionado de su incipiente urbanismo.